# Табачек, Ян
Ян Табачек (словац. Ján Tabaček; род. 7 апреля 1980, Мартин) — словацкий хоккеист, защитник.

## Карьера
Воспитанник хоккейной школы МХК «Мартин». Выступал за МХК «Мартин», «Слован» (Братислава), «Цинциннати Майти-Дакс» (АХЛ), «Дейтон Бомберс» (ECHL), «Спарта» (Прага), ХК «Кошице».
В чемпионатах Словакии — 392 матча (48+108), в плей-офф — 92 матча (7+23). В чемпионатах Чехии — 103 матча (3+12), в плей-офф — 34 матча (0+2).
В составе национальной сборной Словакии провел 11 матчей.

## Достижения
- Чемпион Словакии (2002, 2005, 2009, 2010, 2011)
- Чемпион Чехии (2006, 2007)
- Обладатель Континентального кубка (2004)
- Финалист Кубка европейских чемпионов (2008).